# Mars Cube One
Mars Cube One (або MarCO) — місія НАСА з обльоту Марса, яка складається з двох мініатюрних космічних апаратів формату 6U (кубсати) і була запущена 5 травня 2018 року разом з космічним апаратом НАСА InSight. Mars Cube One створений для тестування нової компактної системи зв'язку і навігаційних технологій. Якщо два апарати подолають шлях до Марса, вони зможуть передавати дані щодо входження в атмосферу, спуску і приземлення спускного апарата InSight на Землю у реальному часі. Mars Cube One — це перші апарати побудовані у форматі кубсатів, які мають працювати поза орбітою Землі, окрім того, вони також протестують витривалість роботи у глибокому космосі.
Спусковий апарат InSight ретранслюватиме дані невдовзі після приземлення. Таким чином, MarCO не є критичним для місії InSight, проте кубсати мають продемонструвати нову систему зв'язку для майбутніх місій до інших тіл Сонячної системи.

## Огляд

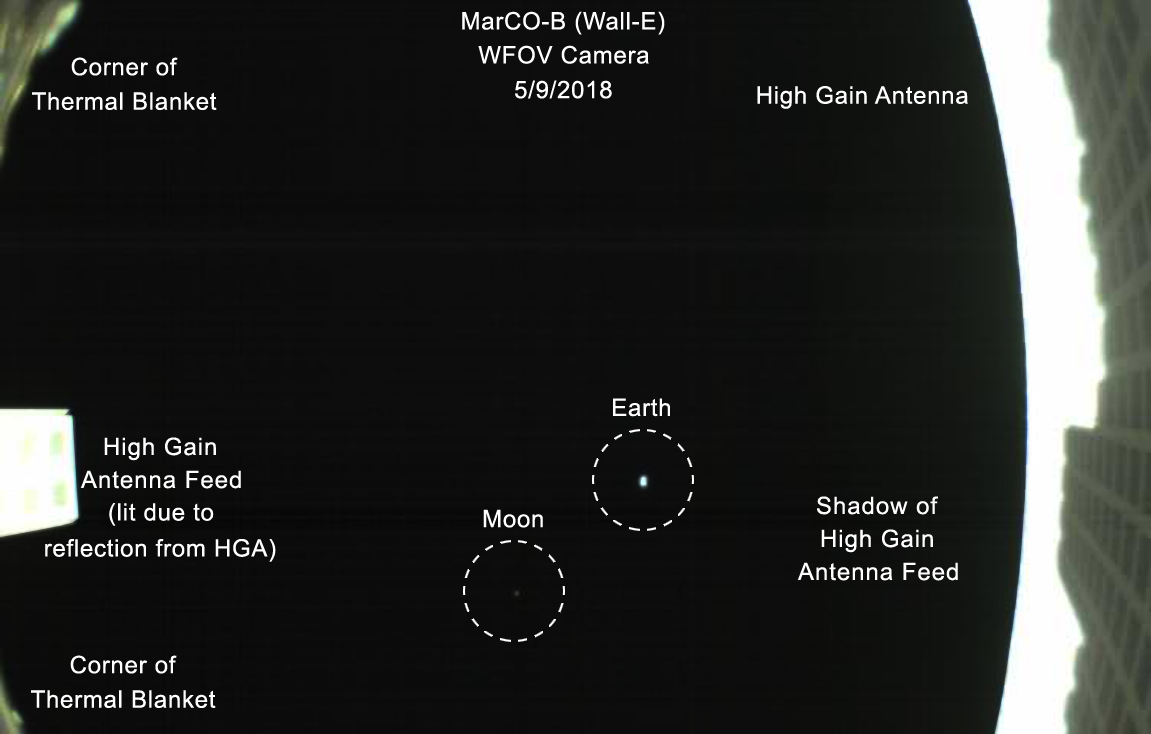
Краєвид на Землю і Місяць з кубсата (09.05.2018)

Mars Cube One — це перший космічний апарат побудований у форматі кубсата для роботи за орбітою Землі у глибокому космосі. Кубсати виготовлені з малих компонентів, які мають бути дешеві у будівництві, швидко розроблятись. Кубсати повинні мати прості системи і легко розгортатись на низькій орбіті Землі. Кубсати використовувались для багатьох наукових цілей: картографічні місії, біологічні дослідження. Технологія кубсатів була розроблена Каліфорнійським політехнічним державним університетом і Стенфордським університетом з метою створення легких і швидких проєктів, що дасть студентам змогу використати цю технологію. Кубсати нерідко використовувались як другорядне корисне навантаження у великих місіях, що робило їх більш вигідними.
Два кубсати Mars Cube One ідентичні і названі MarCO-A та MarCO-B були запущені разом для підстрахування, однак інженерами ЛРР вони були названі WALL-E і Eva, як посилання на персонажів анімаційного мультфільму ВОЛЛ·І.

## Запуск
Заспуск апаратів Mars Cube One спочатку був запланований на 4 березня 2016 року ракетою-носієм «Атлас-5», проте, запуск місії був відкладений на 5 травня 2018 року через несправність наукового інструменту InSight. Ракета-носій «Атлас-5» запустила кубсати разом зі спускним апаратом InSight, після чого два кубсати відділились і подорожують за своєю власною траєкторією до Марса для тестування технологій кубсатів — надійності, витривалості роботи навігаційної системи у глибокому космосі.

## Цілі

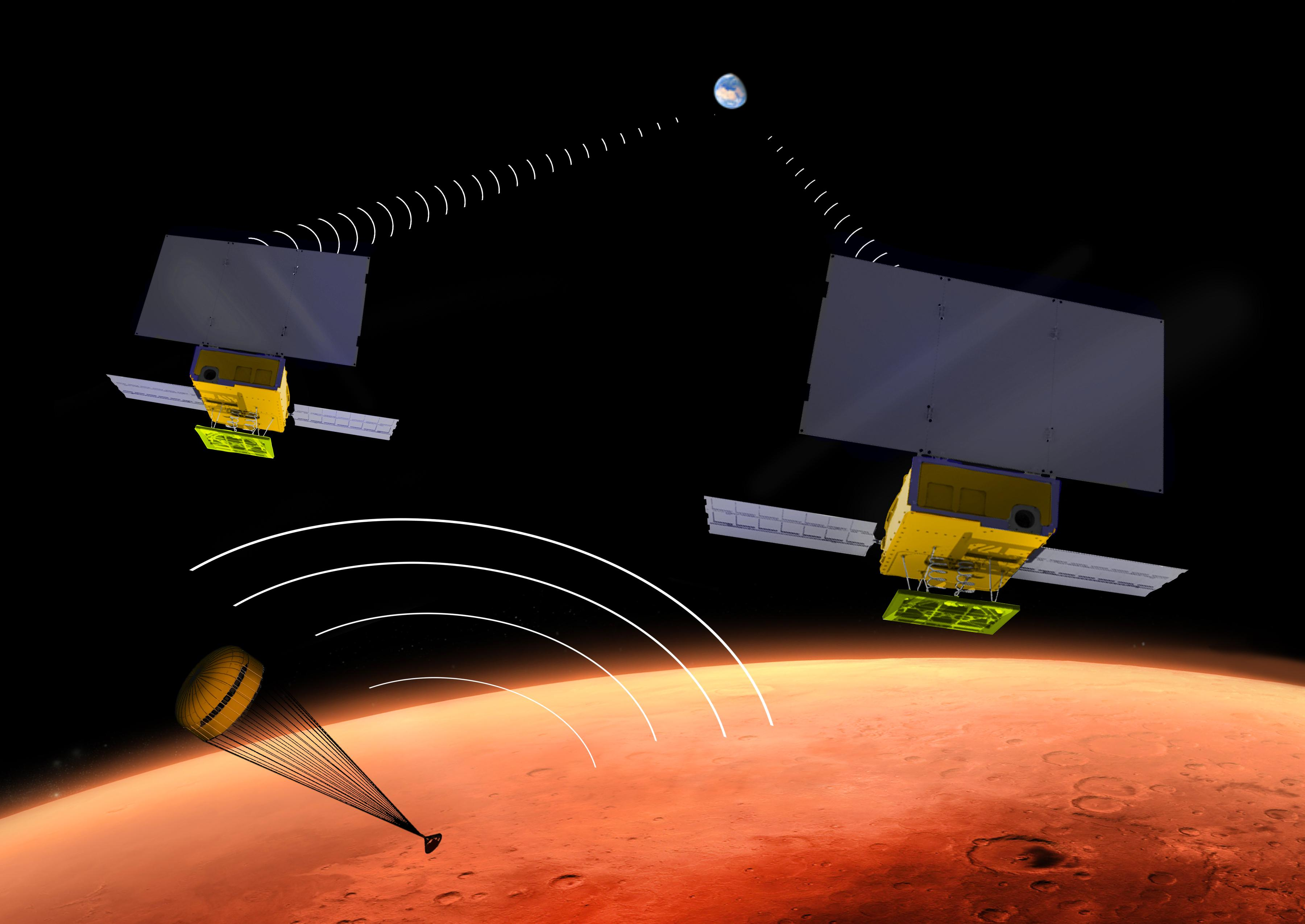
MarCO A та B спостерігають за посадкою InSight (графіка)

Головна місія MarCO — тестування нової мініатюрної системи зв'язку і навігаційних технологій. Якщо кубсати досягнуть Марса, вони мають забезпечити зв'язок у реальному часі під час входження спускного апарата InSight в атмосферу, спуску і приземлення.
Для підстрахування було запущено два однакових кубсати. Це перші кубсати для досліджень поза орбітою Землі. Вони дадуть змогу зібрати унікальну інформацію поза орбіти Землі. Окрім того, що кубсати слугуватимуть ретрансляторами, вони протестують навігаційні можливості у глибокому космосі. Замість того, щоб чекати декілька годин, коли інформація повернеться на Землю безпосередньо з платформи InSight, MarCO передасть важливі дані набагато швидше. Без кубсатів, InSight передаватиме інформацію через Mars Reconnaissance Orbiter, який не передає інформацію так швидко. Дивлячись на існуючі складнощі зі зв'язком у наземних систем, особливо у критичних ситуаціях, різні команди пропонували нову систему, за якою передаватиметься інформація на Землю. Попередні місії надсилали інформацію на Землю після приземлення, або самі, або за допомогою орбітальних апаратів. Майбутні місії більше не використовуватимуть такий спосіб, кубсати передаватимуть дані у реальному часі, зменшуючи загальну вартість місії.

## Конструкція і системи

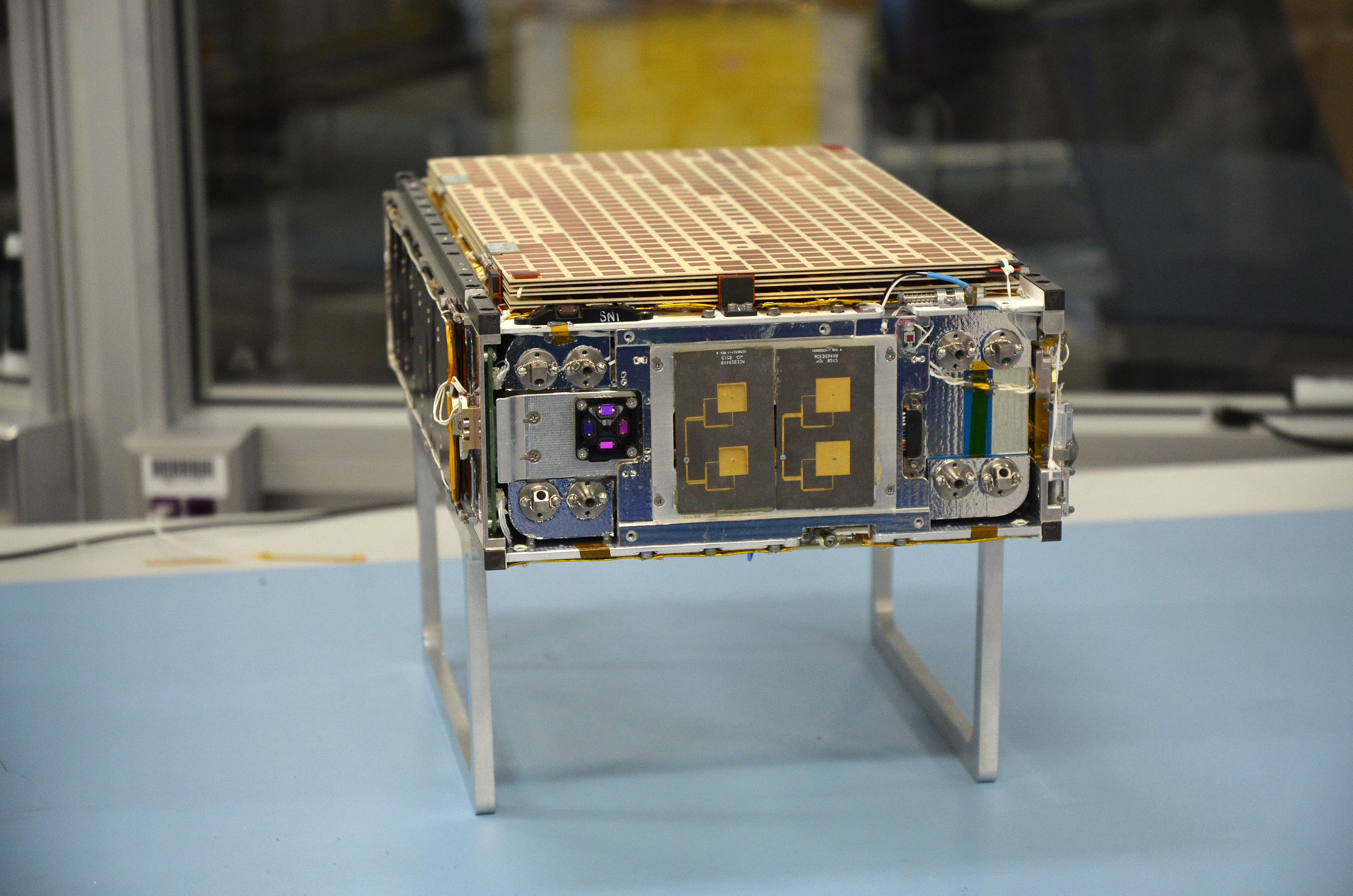
Обладнання Mars Cube One

Два однакових кубсати побудовані Лабораторією реактивного руху НАСА, формату 6U (10×20×30 см). Обмежувальний фактор розробки кубсатів — це те, що всі необхідні компоненти мають розміщуватись всередині цього простору. Кубсат має містити на борту антену, авіоніку для контролю зонда, рухову систему, джерело енергії і наукове обладнання.

### Радіотрансляція
На борту двох кубсатів буде встановлена повністю поляризована антена надвисокої частоти. Інформація щодо входження в атмосферу, спуску і приземлення InSight передаватиметься через цю антену зі швидкістю 8 кбіт/с до кубсатів і одночасно транслюватиметься у X-діапазоні зі швидкістю передачі 8 кбіт/с до Землі. MarCO використовуватиме для живлення сонячні панелі, проте, через обмеження, потужність сигналу становитиме лише 5 Вт.
Для того, щоб кубсати мали здатність передавати інформацію, їм необхідна надійна антена надвисокої частоти, яка має відповідати ваговим стандартам формату кубсата, простоту конструкції і доступність. Високочастотна антена має сфокусовану вузьку ширину радіохвиль (спрямовану антену). Були розглянуті три типи антен: стандартна мікросмугова патч-антена, рефлекторна антена і сітковий рефлектор. За умов малих розмірів, необхідних для формату кубсата, рефлекторна антена задовольняє всім вимогам місії. Компоненти високочастотної рефлекторної антени: складені панелі, петля з шарніром, яка з'єднує панелі з корпусом, чотири петлі крил і механізм розблокування. Панелі антен мають витримувати зміни температури впродовж місії, а також вібрації під час відділення.

### Система руху
Рухова система кубсатів — вісім двигунів на холодному газі, які призначені для контролю траєкторії та орієнтації. На шляху до Марса, рухова система робитиме коригування для уточнення траєкторії. Коригування траєкторії кубсатів одразу після відділення буде значно економніше за кількістю палива, ніж безпосередньо перед прибуттям на Марс. Невеликі коригування траєкторії не тільки зберігають паливо, але й зменшують об'єм, який могло б займати паливо, таким чином збільшуючи місце для важливих компонентів всередині апарата.

## Схожі місії
Під час запланованої місії Exploration Mission 1 до Місяця, ракета-носій запустить 13 кубсатів як додаткове навантаження. Кожен кубсат має свої цілі й розроблювався окремою командою.